# Франце Прешерен

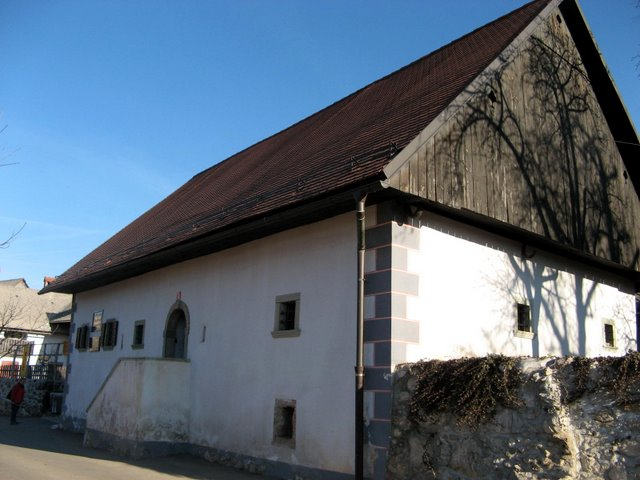
Будинок, у якому народився Франце Прешерен. Нині музей.

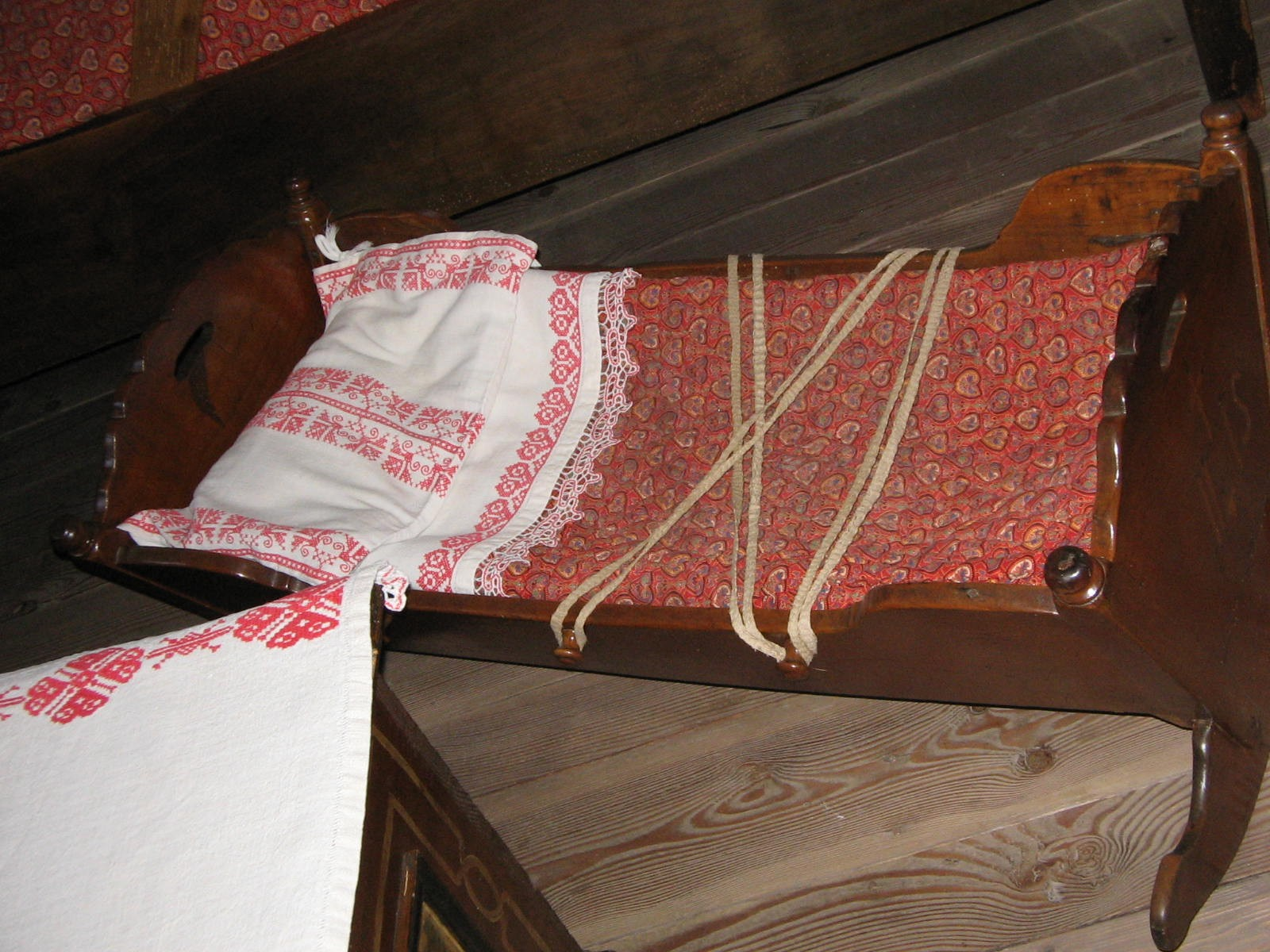
Колиска Франце Прешерена.

Франце́ Преше́рен (словен. France Prešeren, нім. Franz Prescheren / Preschern, вимоваⓘ; *3 грудня 1800, Врба, Австрійська імперія, нині Словенія — † 8 лютого 1849, Крань, нині Словенія) — великий словенський поет, видатний представник романтизму, засновник новітньої словенської літератури, автор слів «Заздоровниці» — гімну Словенії.
Натхненник і зразок для словенських літераторів пізнішого часу, Прешерен вважається найвидатнішим словенським класиком. Загальноприйнятою стала точка зору, що Прешерен одноосібно вивів словенську поезію на європейський рівень. Він був автором першої балади й першої епічної поеми в національній літературі.
Поет пов'язав мотиви свого нещасливого кохання й гіркої долі, яка випала поневоленій батьківщині. Мотив злої долі став національним міфом словенців (особливо після Другої світової війни), а Прешерен став невід'ємною, як повітря, частиною словенської культури. У Словенії досить сказати «поет», і це сприймуть як згадку про Прешерена.
Усе своє життя Прешерен конфліктував з церковним і державним офіціозом, з провінційною люблянською буржуазією. Протягом певного часу потерпав від зловживання алкоголем, принаймні двічі намагався накласти на себе руки. Причиною цього стали невдачі в особистому житті, перепони на життєвому шляху та втрата близьких приятелів, які трагічно вмирали. Головні теми його творчості — це любов до вітчизни, страждання людства й неподілене кохання до поетової музи — Юлії Пріміц.
Більшість творів написав словенською мовою, але є й німецькомовні. Уродженець Крайни, він спершу вважав себе суто крайнцем, але поступово дійшов до ширшого, загальнословенського самоусвідомлення.. Прешеренові твори перекладено англійською, бенгальською, білоруською, болгарською, боснійською, есперанто, іспанською, італійською, македонською, німецькою, польською, російською, сербською, словацькою, угорською, українською, хорватською та чеською мовами. 2013 року вийшло повне зібрання Прешеренових творів у французькому перекладі.

## Життєпис

### Дитинство, молоді роки. Навчання в школі й університеті
Франце Прешерен народився в селі Врба (Австрійська імперія, нині Словенія), в сім'ї заможних селян Шімена і Міни (до шлюбу Светіна). Був третім з ліку із восьми дітей і найстаршим серед синів. Змалку виявив значні здібності, й у 1808-му батьки послали його навчатися до двоюрідного діда  — Йожефа Прешерена, що служив священником у Великій Рачні під Гросуплем, за 80 кілометрів від Врби. Перші два роки Йожеф Прешерен навчав онука вдома, а 1810 року Франце пішов до початкової школи в Рибниці. Вчився відмінно. У 1812-му він перебрався до Любляни, де наступного року закінчив початкову школу й почав навчатися в гімназії. Дитинство Франце частково припало на період окупації частини словенських і хорватських земель Францією, коли французька влада дозволила шкільне викладання словенською мовою. Франце дуже добре оволодів латинською та давньогрецькою мовами. Як і німецькою, що була тоді мовою навчання, адміністрування та спілкування вищих верств у більшості районів, населених словенцями. Поет Валентин Водник, директор люблянської гімназії, помітив талант Прешерена, свого учня, й заохочував його писати вірші по-словенському. Ще старшокласником Прешерен заприятелював з майбутнім філологом Матією Чопом, який згодом значною мірою впливав на розвиток творчості свого приятеля.
Закінчивши гімназію у 1819-му, Прешерен два роки студіював філософію й гуманітарні науки в Люблянському ліцеї, з 1821-го поглиблював знання на третьому ліцейному курсі при Віденському університеті й у 1822 році вступив до цього ж навчального закладу на юридичний факультет — всупереч бажанню матері, яка хотіла, щоб Франце став священником. Тільки у 1824-му Франце Прешерен признався їй листовно, що остаточно вибрав фах правника. А що й далі наполягав на такому виборі, то батьки та родичі-священники (крім Йожефа Прешерена) відмовили йому в грошовій підтримці. З 1822 року Франце одержував стипендію імені Луки Кнафеля, яку виплачували здібним студентам — землякам цього благодійника, що походив із Нижньої Крайни. Крім того, Прешерен заробляв гроші на посаді викладача в Єзуїтському інституті Клінковштрема, звідки був звільнений за вільнодумство й за те, що дав читати своєму приятелеві, майбутньому поету й політику Анастазіусові Ґрюну заборонену книжку поезії.
У Відні Прешерен ознайомився з творами світової літератури — від Гомера до Ґете. Особливу увагу звертав на італійських письменників періоду треченто — Данте, Петрарку й Бокаччо, читав також сучасних йому поетів-романтиків. У 1824 році він закохався в Заліку Доленц, дочку власника шинку, в який заходив.

### Життя в Любляні
Здобувши в 1828 році диплом юриста, Прешерен на короткий час поїхав до Моравії, відтак оселився в Любляні, де працював помічником у конторі адвоката Леопольда Баумґартнера. Щоб розпочати приватну юридичну практику, Прешерен звертався до вищих інстанцій й до середини 1840-х років загалом подав до них шість заяв, але жодної з них не задовольнили, бо вважали його політично неблагонадійним як людину з націоналістичними, панславістськими й антиклерикальними поглядами. У 1832 році він переїхав до Клагенфурта, сподіваючись зробити там кар'єру, склав там іспит на право працювати юристом, але повернувся до Любляни менш ніж через рік і дістав неоплачувану посаду практиканта в прокуратурі. 

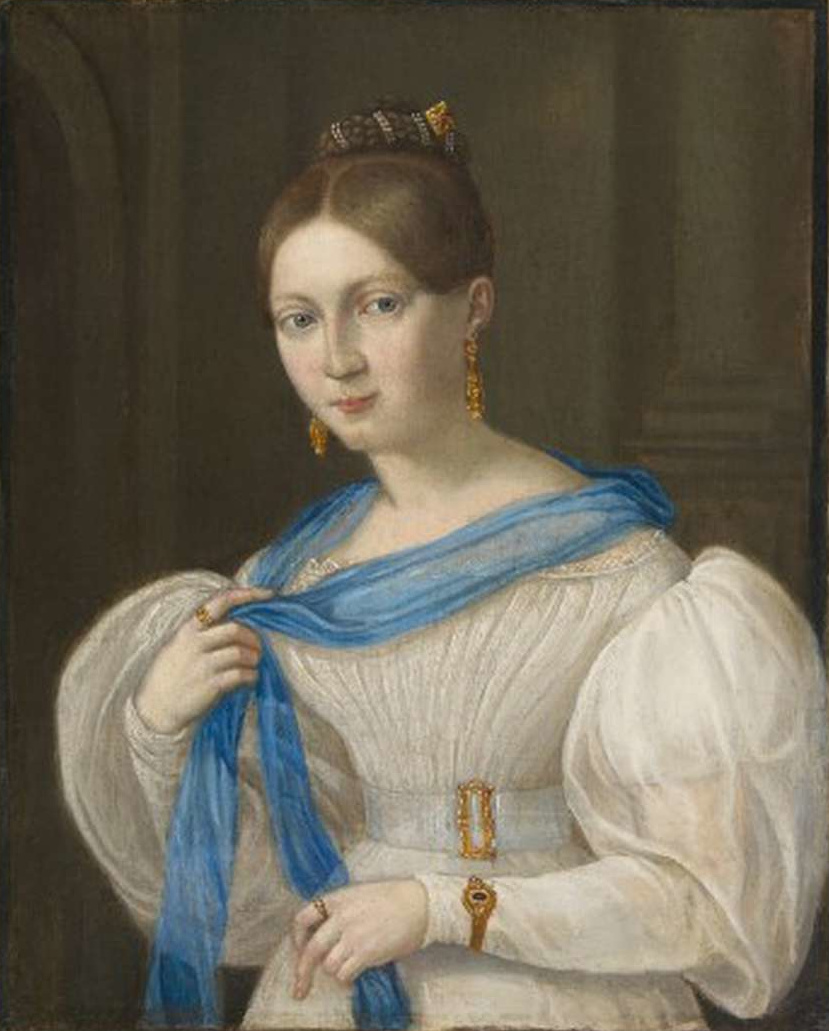
Юлія Пріміц. Портрет роботи Матевжа Ланґуса, не пізніш як 1855 року.

 Тоді ж у Прешерена почалася криза, викликана тим, що батьки хотіли його одружити з багатою німкенею Марією Йоганною Клун із Граца. До шлюбу не дійшло. Франц перестав відповідати на численні листи нареченої й зрештою порвав з нею. У квітні 1833-го Прешерен познайомився з Юлією Пріміц, дочкою багатого торговця, яка стала нездійсненим коханням у його житті. Того ж року Прешерен став членом люблянського ексклюзивного клубу для вершків суспільства «Товариство „Казино“» (словен. Kazinsko društvo, нім. Casino-Gesellschaft). У 1834-му й 1835 році він зустрівся з Юлією — відповідно в театрі й на танцювальному вечорі в «Казино», але не наважився признатися їй у коханні. 1834 року почав працювати помічником свого приятеля — правника Блажа Кробата, який давав Прешерену вільний час на літературну діяльність. Той також провів багато часу в подорожах по всій Крайні, часто бував на озері Блед і, спостерігаючи природу, черпав натхнення для поезії. У 1834-му Прешерен познайомився з чеським поетом-романтиком Карлом Гінеком Махою та словенським і хорватським поетом Станком Вразом, з якими провадив довгі й плідні дискусії про поезію. Приятелював із Матією Чопом, а після його смерті, що сталася 1835 року, зблизився з польським поетом Емілем Коритком (1813—1839), якого австрійська влада заслала до Словенії за участь у народно-визвольному русі. З 1839 року Прешерен дружив і співпрацював із словенським етнографом Андреєм Смоле (1800—1840).
У 1836-му Прешерен зрозумів, що не дочекається взаємності від Юлії Пріміц, і того ж року зблизився з Аною Єловшек (1823–1875), що працювала служницею у Кробата. Мав з нею трьох дітей: Терезію (1839–1840), Ернестину (1842–1917) і Франце (1845–1855). Так і не оженившись з Аною, підтримував її фінансово, як міг, бо з 1835 року, коли помер Йожеф Прешерен, не стало грошової допомоги від нього. Ставився до неї, як до законної дружини, але дозволяв собі романи з іншими жінками.
Втрачаючи одного за одним друзів, потерпаючи від нерозділеного кохання до Юлії Пріміц, Прешерен впав в апатію, майже занедбав поетичну творчість і почав пити. Знову нещасливо закохався, цього разу в Єріцю Подбой, дочку шинкарки Метки, заклад якої часто відвідував. Цій дівчині він присвятив кілька своїх віршів.

### Переїзд до Краня. Смерть

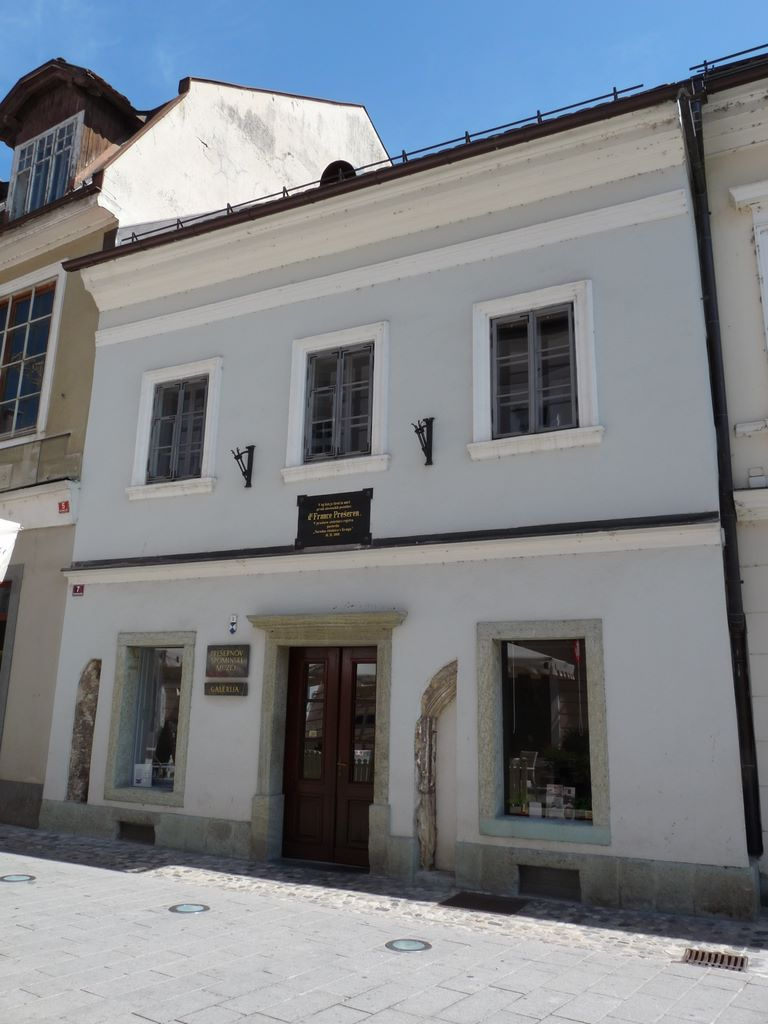
Житло Прешерена в Крані.

Восени 1846 року Прешерен, діставши ліцензію, відкрив власну адвокатську контору у Крані. Влада постановила, щоб він працював саме в цьому місті. Жив зі своїми дітьми й Аною Єловшек. Помічником у нього був син Андрея Смоле, а економкою — сестра, Катра Прешерен. У вільний час провадив громадську діяльність і зрідка писав вірші. Заробляв небагато, бо брав невеликі гонорари, а біднякам подавав безплатні юридичні послуги. Прогресували хвороби — цироз печінки і черевна водянка. Вже з листопада 1848 року поет не виходив із свого житла. 6 лютого 1849 року він в усному заповіті переказав усі гроші й нерухоме майно дітям. Помираючи, Прешерен признався, що ніколи не забував Юлії Пріміц. Смерть настала 8 лютого. У цей день по Прешерену дзвонили дзвони в усіх люблянських і кранських церквах. 10 лютого на похорон зібралося дуже багато людей із усіх кінців Словенії. Поховали поета з великими почестями на кранському цвинтарі. Невдовзі Янез Блайвайс ініціював збирання грошей на спорудження надгробного пам'ятника Прешеренові. У 1852 році цей пам'ятник був готовий. На ньому стоїть епітафія — уривок із Прешеренового вірша V spomin Andreja Smoleta («Пам'яті Андрея Смоле»):
| От і усе, в чім тобі пощастило: В рідному краї в могилу лягти[27]. Оригінальний текст (словен.) Ena se tebi je želja spolnila: v zemlji domači de truplo leži. |

## Творчість

### Молоді роки
Перші спроби Прешерен як поет зробив ще студентом. Постановив творити словенською мовою. Один із перших його творів, що збереглися, — це переклад поеми Lenora («Ленора») німецького поета Ґоттфріда Августа Бюрґера. Натрапивши в бібліотеці на переклад словенською мовою цієї поеми, який зробив Жіґа Цойс, і дізнавшись про його нетактовну заувагу, що словенська мова надто примітивна і груба для високої поезії, Прешерен зробив значно кращий переклад. 1824 року написано кілька віршів, у яких відчувається вплив Валентина Водника та зв'язок з багатими традиціями словенської народної поезії. У 1825 році Прешерен завершив збірку «Крайнські вірші» й показав її філологу Єрнеєві Копітару. Той дав дуже критичну оцінку, порадив облишити літературну творчість на кілька років, а тоді з цієї часової перспективи переглянути написане й виправити його. Автор спалив усю збірку, крім трьох віршів: Lenore, Povodni mož i Lažnjivi pratikarji.
Випадок із Копітаром затримав розвиток творчості молодого поета. Прешерен нічого не публікував аж до 1827 року, коли в німецькомовній газеті Illyrisches Blatt надруковано його сатиричний вірш «Дівчатам». У 1828-му Прешерен написав свій перший справді вартісний вірш «Прощання з молодістю», який опубліковано тільки 1830 року в люблянському літературному альманасі Krajnska čbelica («Крайнська бджола»), що його в тому ж році заснував бібліотекар Міха Кастеліц. Також 1830-го в цьому альманасі поміщено ще один твір Прешерена — першу словенську баладу «Водяник» (Povodni mož). У ній ідеться про Уршку — люблянську дівчину, яка танцювала з красенем, не знаючи, що це водяник, і зрештою втопилася.
У 1830 році Матія Чоп повернувся до Любляни й поновив зв'язки з Прешереном. Бачив поетичний талант свого приятеля й переконав його використовувати у творчості романські (на противагу так званим готичним) поетичні форми — станси, терцети і сонети.
Невдовзі Прешерен опанував ці форми. Результатом співпраці Прешерена і Чопа стали елегія Slovo od mladosti, цикл Ljubezenski sonetje i сатиричний вірш Nova pisarija. Прешерен став також головним автором-поетом альманаху «Крайнська бджола», яка вийшла у світ 1830, 1831, 1832, 1834 i 1848 року. У 1834-му Франце Прешерен конфліктував з Єрнеєм Копітаром щодо цензури альманаху, а також його тематики. Прешерен і Чоп вважали, що в «Бджолі» мають бути високохудожні твори, а Копітар вбачав її популярним виданням, базованим на розмовній мові низького стилю і подібним до тих, що тоді видавали серби. Суперечка з Копітаром точилася також про нову словенську орфографію, яку той разом зі своїм учнем Метелком хотів запровадити. Новий варіант передбачав дванадцять нових літер, причому їх написання не було ще обґрунтовано — ні за змістом, ні за формою. Цю орфографію Прешерен розкритикував у віршах Sonet o kaši (Al prav se piše kaшa ali kaſha) і Nova pisarija. На допомогу Прешеренові прийшов чеський учений Франтішек Челаковський, який категорично відкинув таку реформу правопису й відгукнувся кількома позитивними критичними статтями на вірші поета. Ця похвала значно вплинула на самооцінку Прешерена й дала йому силу йти шляхом, на який вказав Матія Чоп.

### Найплідніший період
З 1830 по 1835 рік Прешерен створив складні в естетичному плані вірші, які стали віддзеркаленням подій у його житті, особливо ж нещасливого кохання до Юлії Пріміц. З поради Матеї Чопа, автор зобразив її ліричною героїнею на зразок Беатріче й Лаури в поетів Данте і Петрарки.

#### Вінок сонетів
«Вінок сонетів» (Sonetni venec) посідає важливе місце в ранньому періоді творчості поета. Опублікований 22 лютого 1834 року в Illyrisches Blatt, складається з п'ятнадцяти сонетів на тему нещасливого кохання. Останнє речення кожного з них — це також перше речення наступного сонета. Останній, під назвою «Фінал» (словен. Magistrale) містить усі чотирнадцять перших (а водночас і останніх) речень із попередніх сонетів. Формою ці твори — італійські сонети. На відміну від французьких, у них чотири строфи: дві чотирирядкові й дві трирядкові. Перші дві строфи «Вінка» описують тему, a дві наступні передають ставлення ліричного героя до цієї теми. Структурно ці сонети силаботонічні: кожний рядок складається з одинадцяти силаб і п'яти ямбів. Збірка побудована за принципом акростиха: літери, з яких починаються всі сонети, формують присвяту — Primicovi Julji (Пріміц Юлії).
Поет пов'язав мотиви своєї невдачі в особистому житті й важкої долі, що випала поневоленій батьківщині. У сьомому сонеті написано те, що згодом розцінили як пророцтво слави автора. Прешерен закликає небеса послати словенцям новітнього Орфея, краса поезії якого надихала б на патріотизм, допомагала б долати внутрішні чвари й формувати з словенців цілісну націю. У восьмому сонеті вказано причину того, чому у Словенії досі немає Орфея — уособлення високої культури загалом і поезії зокрема. Подавши словенську історію як низку вторгнень чужоземців у країну й внутрішніх чвар («the roar of tempests o'er a home unkind»), автор стверджує, що через брак славних звершень не може процвітати поезія.
Однак у наступних сонетах зазначено, що все-таки є надія на відродження словенської поезії й прихід новітнього Орфея, який своїм солодким співом об'єднає весь народ. Юлії залишиться тільки «send rays from her eyes for their glory to renew». Прозорий натяк. Якщо Юлія прихильно поставиться до Прешеренового признання в коханні, то стане музою, яка надихатиме на створення величних віршів, призначених принести високу культуру словенцям і таким чином допомогти їм знову стати народом.
Матія Чоп назвав цю збірку шедевром, але вона здобула визнання переважно у вузькому колі, пов'язаному з «Крайнською бджолою». Більше того, це видання розгнівило родичів Юлії Пріміц, байдужої до Прешерена й до його віршів. Згодом, 1846 року, перш ніж вдруге опублікувати «Вінок сонетів» у книжці «Поезії», Прешерен змінив порядок слів у перших рядках сонетів і таким чином зруйнував промовистий акростих. Тільки невелика частина накладу, не призначена для продажу, вийшла у старій редакції 1834 року.

#### Сонети недолі

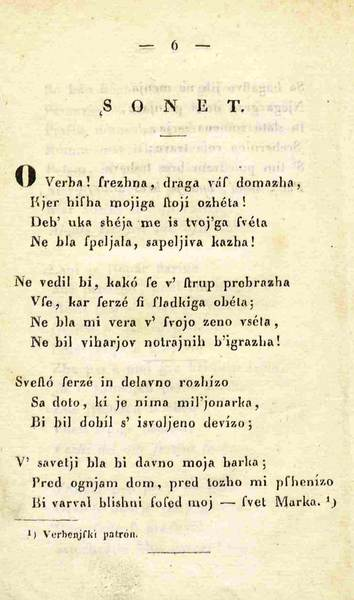
«О Врбо», перший із «Сонетів недолі», надрукованих 1834 року в IV томі «Крайнської бджоли».

Ще одна важлива робота цього періоду — «Сонети недолі» (Sonetje nesreče), приготовані до друку вже 1832 року, але опубліковані в липні 1834-го в четвертому томі альманаху «Крайнська бджола», з деякими змінами. Їх вважають найпесимістичнішими з усього поетового доробку. Збірка складається з шести (у первинному варіанті було сім) сонетів, які відображають відчай автора і його зневіру в житті. П'ять із них здобули меншу популярність, ніж перший, та багато науковців сходиться на тому, що всі вони належать до найвидатніших і найглибших Прешеренових творів. У першому з них, що має назву «О Врбо», Прешерен розмірковує про те, яким було б його життя, якби він не покинув свого рідного села — Врби. Сонет пронизаний меланхолією, тугою по втраченій ідилії сільського середовища. На думку сучасних літературних критиків, зокрема Янка Коса, Бориса Патерну й Марії Пір'євец, значення цього сонета зосереджується на проблемі непевності й нещасливості вільної людини, яка визбута теоцентричного світогляду. Сонет побудовано за правилами, які вивів Август Вільгельм Шлеґель, взявши за зразок сонети Петрарки. У двадцятому столітті створено кілька музичних інтерпретацій цього твору. Широко відома версія словенського фолк-рокового музиканта Владо Кресліна.

### Після смерті Матії Чопа
1835 рік був фатальний для Прешерена. Не відповідала взаємністю Юлія Пріміц, зіпсувалися стосунки з добрим приятелем і головним редактором «Крайнської бджоли» Міхою Кастеліцем, утопився, купаючись у Саві, щирий друг Матія Чоп. Усе це схиляло до безнадії, до зловживання спиртним і до спроби самогубства.

#### Хрещення в Савиці
На смерть Матії Чопа Прешерен написав поему «Хрещення в Савиці» (Krst pri Savici) про примусове навернення на християнство каринтійців — предків словенців — наприкінці VIII століття. У цьому творі розвинено тему національного самоусвідомлення, вірності предковічним звичаям. Філософ Славой Жіжек інтерпретував поему як зразок становлення сучасного суб'єкта.
Твір складається з трьох частин. Перша частина — це сонет, присвячений недавно померлому Матії Чопу.
Друга частина, вступ (Uvod), складається з однієї чотирирядкової та двадцяти п'яти трирядкових строф — стансів, й характерна епічністю. У ній описано останню битву між християнами і язичниками на чолі з героєм Чртомиром. Увагу автора зосереджено на долі народу.

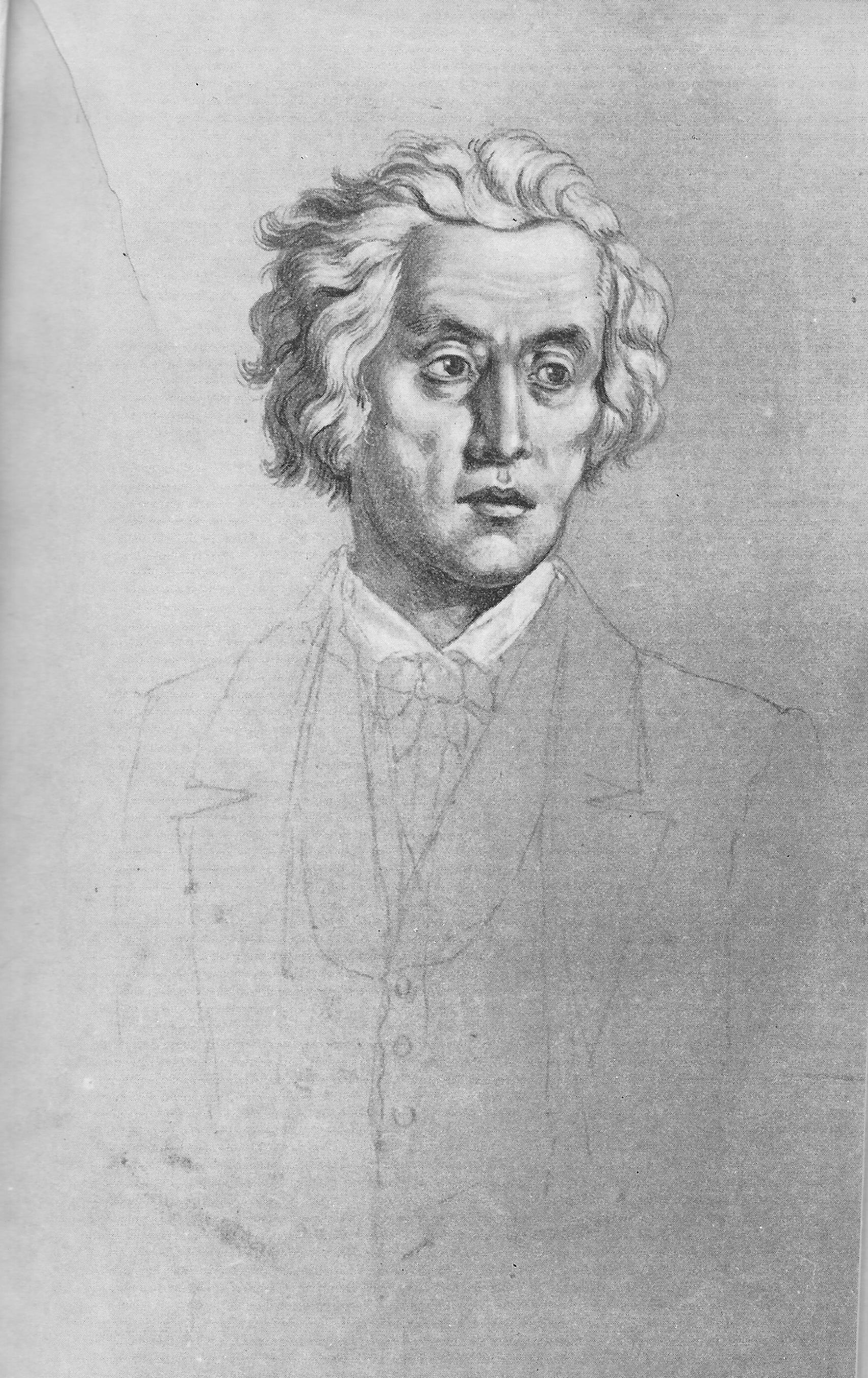
Франце Прешерен. 1938 рік.

Третя частина, під назвою «Хрещення» (Krst), складається з 53 октав. В основі сюжету — кохання Чртомира й Богомили, яка була жрицею богині Жіви, але стала християнкою. Вона намовляє Чртомира охреститися. Ця частина менш епічна, ніж попередня, й присвячена головно пережиттям і долі людини. Розвинено тему національного самоусвідомлення словенців у контексті навернення на християнську віру.
За мотивами поеми створено барельєф, що міститься на п'єдесталі пам'ятника Прешеренові в Любляні. Зображено прощання Чртомира та Богомили, що плаче в його обіймах.
Митець Марко Погачник, проєктуючи герб незалежної Словенії, був під впливом «Хрещення в Савиці» й використав символи згаданих у другій частині цієї поеми Бохінського озера, гори Триглав і золотого сяйва на небі.
З 1837 року Прешерен плідно спілкувався з Емілем Коритком. Завдяки йому ознайомився з поезією Адама Міцкевича, яка вплинула на його творчість. Прешерен і Коритко переклали словенською вірш Міцкевича («Resygnacja») й почали записувати словенські народні пісні у Крайні та Нижній Штирії. У 1839 році Коритко помер, і Прешерен залишився без приятелів.
Восени того ж року Андрей Смоле, один із Прешеренових друзів юності, повернувся додому, проживши багато років за кордоном. Він походив із заможної купецької родини, яка підтримувала розвиток словенської культури. Удвох вони провели більшу частину зими 1839—1840 у маєтку Смоле в Нижній Крайні. Друзі опублікували поезії Валентина Водника. Планували, зокрема, заснувати щоденну газету словенською мовою й опублікувати комедію Антона Томажа Лінгарта «Весілля Матічека», заборонену як «політично неприпустиму» ще 1790 року, у зв'язку з початком Французької революції. Здійснити ці задуми не вдалося: газету Ilirske novice заборонила віденська цензура, а Лінгартову п'єсу поставили тільки в 1848 році, без участі Прешерена. 1840 році, під час святкування свого сорокаліття, Смоле раптово помер — буквально на руках Прешерена. Той присвятив покійному зворушливого, сумного й водночас життєствердного вірша V spomin Andreja Smoleta («Пам'яті Андрея Смоле»).

### Пізній період

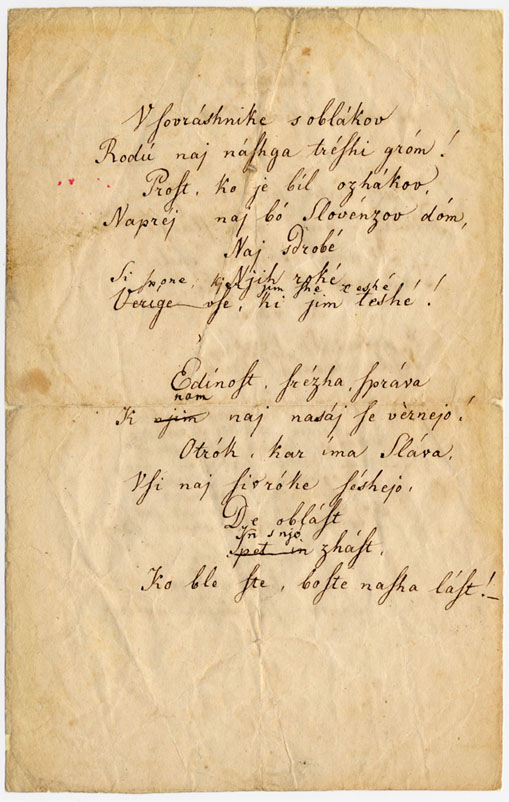
Автограф вірша «Заздоровниця» за старим словенським правописом. 1844 рік.

Після 1840 року у Прешерена не було близьких людей, які могли б оцінити його твори. Писав вірші, хоч і значно менше, ніж було у 1830-х роках. Поет поступово відійшов від суто романтичного напрямку, його стиль відзначався дедалі помітнішою різноманітністю та інноваційністю.
У 1843 році сталася важлива для нього подія: Янез Блайвайс заснував щоденну газету словенською мовою Kmetijske in rokodelske novice («Селянські і ремісничі новини») й запросив Прешерена взяти участь у приготуванні матеріалів, що стосуються культури. Поміркований консерватор, переконаний прихильник церковних та імперських засад, противник романтизму, Блайвайс, однак, знайшов спільну мову з Прешереном і налагодив із ним стосунки. Завдяки редакційній роботі поет здобув найбільше громадське визнання за весь час свого життя.
У 1844 році він написав патріотичний вірш Zdravljica («Заздоровниця») — найвище досягнення пізнього періоду своєї творчості. 1847 року вийшла його книжка під назвою Poezije dr. Franceta Prešerna («Поезії доктора Франце Прешерена»).
Упродовж двох останніх років свого життя Прешерен творив мало. Мав намір написати реалістичний роман та експериментальну п'єсу, але здійснити це перешкодила хвороба печінки, викликана надмірним споживанням спиртного в попередні роки. Поет поставився доволі байдуже до революції в Австрійській імперії 1848—1849 років, але це не перешкодило молодому поколінню вже на ті часи вважати його символом демократичних і національних ідеалів. Перед смертю Прешерен відредагував «Заздоровницю», яка не ввійшла до збірки, виданої 1847 року, і зробив незначні правки нового видання своїх віршів.
Після березневих подій революції 1848 року нарешті опубліковано «Заздоровницю» у Блайвайсових «Новинах». Того ж року деякі вірші надруковано в останньому числі «Крайнської бджоли». Відтак Прешерен перестав писати.

### Після смерті
Не все з Прешеренового доробку збереглося. У Крані після його смерті знищено деякі його твори. Ймовірно, це застольні та інші вірші, які на той час вважалися непристойними.
До початку 1920-х років всю літературну спадщину поета упорядковано й систематизовано. Опубліковано численні видання його творів. Розвивається прешеренознавство. 1905 року композитор Станко Премр поклав на музику Прешеренову «Заздоровницю», а в 1989-му вона стала державним гимном Словенії.

## Твори Прешерена

### Збірка «Поезії доктора Франце Прешерена»
- Sem dolgo upal in se bal

#### Вірші
- Strunam
- Dekletam
- Pod oknam
- Prošnja
- Kam?
- Ukazi
- K slovesu
- Sila spomina
- Zgubljena vera
- Mornar
- Soldaška
- Zdravljica
- V spomin Valentina Vodnika
- V spomin Andreja Smoleta
- Od železne ceste
- Zapušena
- Nezakonska mati
- Pevcu

#### Балади і романси
- Hčere svet
- Učenec
- Dohtar
- Turjaška Rozamunda
- Judovsko dekle
- Zdravilo ljubezni
- Lenora
- Povodni mož
- Prekop
- Neiztrohnjeno srce
- Ribič
- Ženska zvestoba
- Orglar

#### Різні вірші
- Zvezdogledam
- V spomin Matija Čopa
- Nova pisarija
- Prva ljubezen
- Slovo od mladosti
- Glosa

#### Жартівливі й сатиричні вірші
- Predgovor in zagovor
- Vzrok nezlatega veka
- Novi Pegazus
- Čebelice pušičarjam
- Čebelice pravljičarjam
- Čebelice šestomerjovcam
- Čebelice pesmam brez s in c
- Čebelice pevcam letnih časov
- Lesničnjeku in Levičnjeku
- Pred pevcu, potlej homeopatu
- Čebelarju
- Vodnik
- Abecedarju
- Ahaceljnovim pesmam
- Krempeljnu
- Nekim pevcam duhovnih pesem
- Izdajavcu Volkmera fabul in pesem
- Novičarjam
- Kopitar
- Daničarjam
- Bahači četvero bolj množnih Slave rodov
- Narobe Katon
- Pričujoče poezije

#### Газелі
- Pesem moja je posoda tvojega imena
- Oči sem večkrat prašal, ali smem
- Žalostna komu neznana je resnica, de jo ljubim
- Draga! vem, kako pri tebi me opravljajo ženice
- Med otroci si igrala, draga! lani — čas hiti
- Al bo kal pognalo seme, kdor ga seje, sam ne ve
- Kdor jih bere, vsak drugači pesmi moje sodi

#### Сонети
- Očetov naših imenitne dela
- Vrh sonca sije soncov cela čeda
- Tak kakor hrepeni oko čolnarja
- Dve sestri videle so zmoti vdane
- Kupido! ti in tvoja lepa starka
- Je od vesel'ga časa teklo leto
- Sonetni venec
- Ni znal molitve žlahtnič trde glave
- Sanjalo se mi je, de v svetem raji
- Velika, Togenburg! bila je mera
- Bilo je, Mojzes! tebi naročeno
- Na jasnem nebi mila luna sveti
- Marskteri romar gre v Rim, v Kompostelje
- Zgodi se včasih, de mohamedani
- Oči bile pri nji v deklet so sredi
- Kadar previdi učenost zdravnika
- Odprlo bo nebo po sodnem dnevi
- Zabavljivi sonetje[uredi]
- Al prav se piše kaшa ali kaſha
- Ne bod'mo šalobarde! Moskvičanov
- Apel podobo na ogled postavi

#### Сонети недолі
- O Vrba, srečna, draga vas domača
- Popotnik pride v Afrike pušavo
- Hrast, ki vihar na tla ga zimski trešne
- Komur je sreče dar bila klofuta
- Življenje ječa, čas v nji rabelj hudi
- Čez tebe več ne bo, sovražna sreča!

- Memento mori

#### Хрещення в Савиці
- Krst pri Savici

### Розрізнені твори

#### Ліричні вірші
- Zarjovena dvičica
- Rotarjovima dekletoma
- Licova strelci
- Elegija svojim rojakam
- Pov'do let starih čudne izročila
- Vi, ki vam je ljubezni tiranija
- Mihu Kastelcu
- Izdajavcu Volkmerjovih fabul in pesem
- Un dan si začela
- Vso srečo ti želim
- Tri želje Anastazija Zelenca
- Benečanska trojka
- Janezu N. Hradeckitu
- Kar je, beži

#### Балади і романси
- Ponočnjak
- Parizina
- Romanca od Strmega grada
- Šmarna gora
- Nebeška procesija
- Sveti Senan
- Nuna

#### Розрізнені послання

##### Жартівливі послання
- Pušičarjem I, II
- Pesmi od posušila močvirja
- Glosatorju
- Zakaj se moj rojak napenja
- Čudni dihur
- Kdor ne zna napisa brati
- Ker stara para zlomek devištva preveč vzel
- Tempora mutantur
- Ljubljančanam

##### Епітафії
- Jezike vse Evrope je učene
- Steze popustil nemškega Parnasa
- Opasal vere je orožje
- Jasni so in srečni b'li
- Zaljšal cerkve vidijoče

##### Різні послання
- Moj bron je najden bil v dnu morja, ko Turčije
- Prijat'lju Lašanu
- Gospodu Smuku (Posvetilo primerka Krsta)
- Gospodu Izmajlu Sreznjevskemu v spomin velikega tedna leta 1841
- Prijatlju Ferdinandu Šmidu

#### Уривки
- Zapustil boš ti svoje zlate
- Metka, Metka!
- Sonce se skriva
- Bela ko mleko
- Zastavica
- V Ljubljan' je en mož
- Eno rož'co m' je dala
- Tukaj počiva Franc Prešeren

#### Німецькомовна поезія
- Zwei Genien hat Krain besessen
- Obschon die Lieder aus dem Vaterlande
- Ihr, die entsprossen aus dem Slawenstamme
- Der Seemann
- Die Macht der Erinn'rung
- Der verlor'ne Glaube
- Die Wiederbestattung
- Dem Andenken des Matthias Čop
- Warum sie, wert, daß Sänger aller Zungen
- «Der Frühling kommt aus Auen, Bergen, Flüssen»
- Wie der, dem alles, was er mitgenommen
- Wie brünstig sehnt sich, wer an dunkler Stelle
- Wohl groß war, Toggenburg! mein Schmerzgeselle
- Aufthun wird sich, wenn da Gericht vollendet
- Nichts trägt an ihm des Dichtergeists Gepräge
- An eine junge Dichterin
- Aus dem Polnischen des Adam Mickiewicz
- Wohl ihm, dem fremdt geblieben das Erkennen
- Nezbrane nemške pesmi[uredi]
- An die Mädchen
- Literärische Scherze in August v. Schlegel's Manier
- Error typi
- Relata refero
- In Meeres Tiefen, auf der Erde Fluren
- Du staunst, mein Freund! und fragst, woher und wie es kam
- Ihr hörtet von der Zwerge argem Sinnen
- An Pauschek und Stelzich
- In Laibach, der Slowennen Stadt, geboren
- Toast
- Wohin?
- Das freie Herz
- Den Schönen Laibachs
- Du spieltest, spielst noch; denn die Töne, die verlangen
- O! Volkslied, der Erinnerungen
- Der Mench muß untergehen
- Die Mutter und den Sohn, der ihr entsprossen
- Dem Wohlgebornen Fräulain Aloisia Crobath
- An den Herrn k. k. Appellationsrat Anton Tschopp

#### Переспіви народних пісень
- Od lepe Vide
- Od kralja Matjaža
- Od Rošlina in Verjankota
- Svarjenje
- Soldaška (prva)
- Druga soldaška
- Sanje
- Od Marjetike
- Od Matjaža, ogrskega kralja
- Od majerce
- Žlahtni gospod Baroda
- Ljubček se na pot napravil
- Črni kos
- Lisica

## Прешерен і Україна
Перші українські переклади творів Прешерена з'явилися 1897 року. У львівській «Зорі» опубліковано переклад Павла Грабовського, а в петербурзькому альманасі «Складка» — Федора Корша. У 1902 році вийшла розвідка Сильвестра Яричевського «Франц Прешерн, найбільший словенський поет. Його життя і твори».
Поезію Прешерена перекладали також Григорій Кочур, Андрій Малишко, Дмитро Паламарчук, Роман Лубківський, Дмитро Павличко, Віль Гримич і Анатолій Мойсієнко.

### Українські переклади
- Вірші у книжці: Яричевський С. «Франц Прешерн, найбільший словенський поет. Його життя і твори». — Перемишль, 1902
- Прешерн Ф. «Поезії». — К., Дніпро, серія «Перлини світової лірики», 1977

## Пошанування
- 1865 року відкрито пам'ятник Прешерену у Врбі.

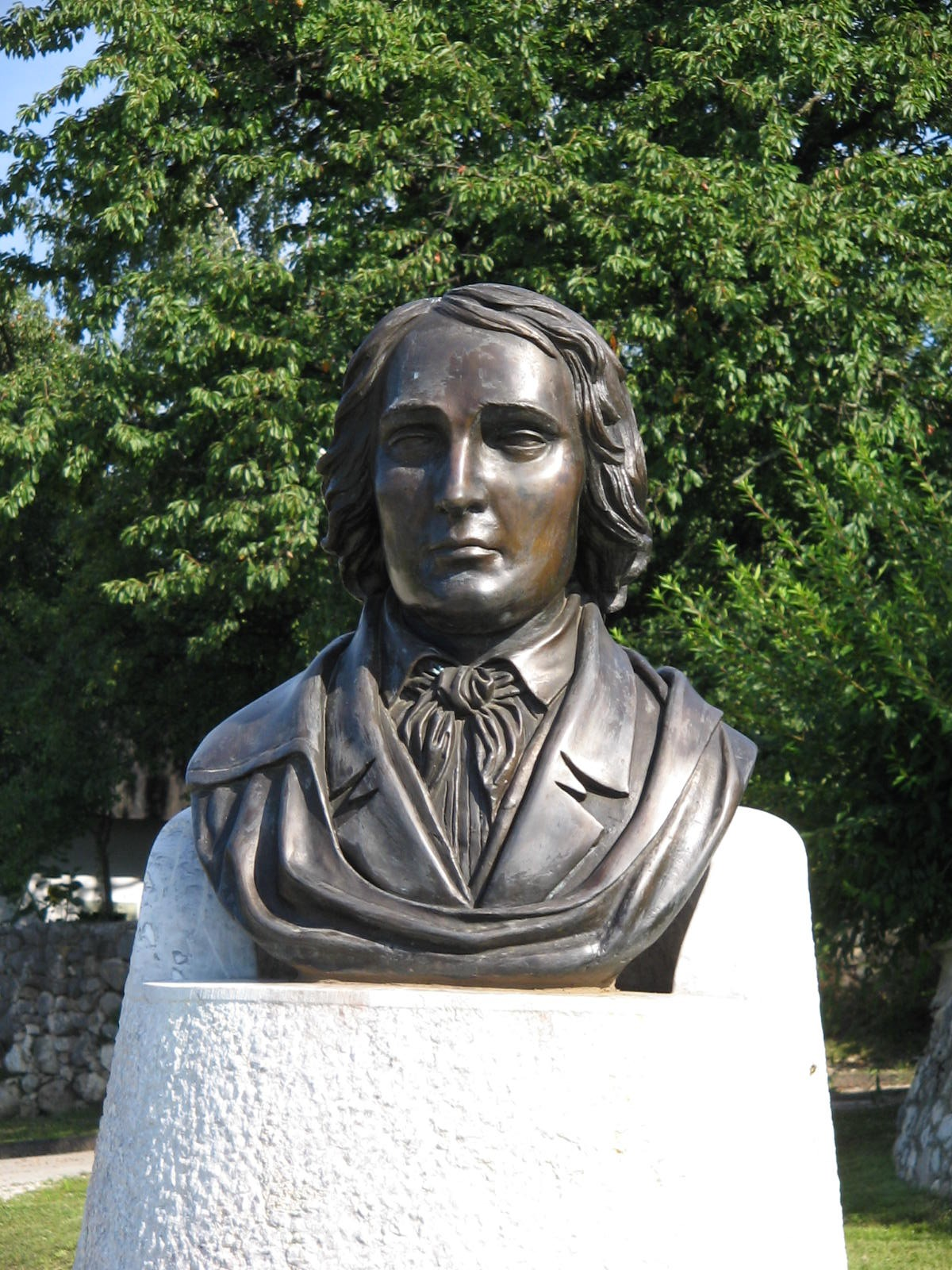
Пам'ятник Франце Прешеренові у Врбі.

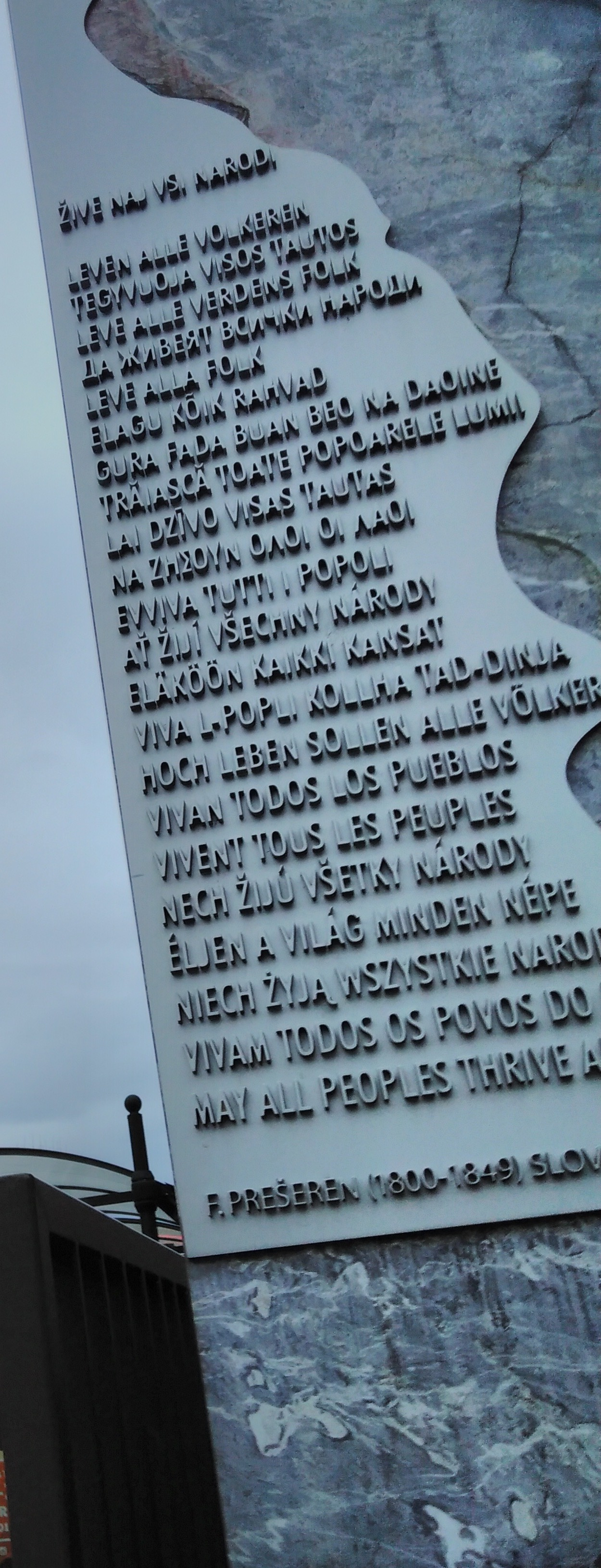
Меморіал із першим рядком гімну Словенії (автор тексту — Франце Прешерен) 23 мовами країн ЄС. Брюссель.

- 1905 року в Любляні відкрито пам'ятник Прешерену на центральному майдані Діви Марії. Цього ж року її перейменували: майдан Прешерена. На стіні будинку, що стоїть навпроти пам'ятника, висічено барельєфний портрет Юлії Пріміц, коханої поета.
- У 1945 році словенський уряд оголосив 8 лютого (дата смерті поета) Днем Прешерена, державним святом культури. Цей день вихідний в усій країні. 8 лютого відбуваються фестивалі та інші імпрези, присвячені пам'яті Прешерена, а для школярів влаштовують культпоходи в театри й музеї.
- 1947 року, згідно з постановою словенського уряду, засновано Премію імені Прешерена — найвищу державну нагороду за досягнення в галузі мистецтва.
- У 1949-му, до столітніх роковин від дня смерті поета, в Югославії випущено дві поштові марки ціною три і п'ять динарів із його зображенням (на основі портрета роботи Божидара Джакача, 1940).
- З 1991 року у Словенії святкують також день народження Прешерена — 3 грудня.
- У 1992 році випущено банкноту номіналом 1000 толарів із зображенням Франце Прешерена.
- У книжці Пауло Коельо «Вероніка вирішує вмерти» (1998) Франце Прешерена названо великим словенським поетом, «який залишив глибокий слід у душі свого народу», й описано історію його кохання до Юлії Пріміц.
- У 1999-му, до сто п'ятдесятих роковин від дня смерті поета, у Словенії випущено поштову марку ціною 80 стотинів із його зображенням (на основі портрета роботи Божидара Джакача, 1940).
- 2007 року випущено монету номіналом два словенські євро із зображенням Франце Прешерена.
- У червні 2008 року тодішній міністр культури Словенії Васко Сімоніті передав керівництву Європейського Союзу пам'ятник Франце Прешерену. На чотириметровій мармуровій брилі викарбувано перший рядок «Заздоровниці» 23 мовами країн, які тоді належали до ЄС. Пам'ятник стоїть перед будинком Юстуса Ліпсіуса у Брюсселі, неподалік площі Робера Шумана[32].
- У Братиславі й словенських містах Родіне та Крань є меморіальні таблиці на честь Прешерена.
- Іменем поета названо площу (словен. Prešernov trg) та проспект (словен. Prešernova cesta) в Любляні, вулиці (словен. Prešernova ulica) у словенських містах Марибор, Трзин, Доб, Камник, Логатець, Крань, Кршко, Рибниця, Ілірська Бистриця, Чрномель, Ідрія та інших. Іменем Прешерена названо вулицю в Братиславі (словац. Prešerenova ulica), у Белграді, Суботиці, Новому Саді, Смедереві та Панчеві (серб. Прешернова).